# 4квартали
4квартали на Подолі — пізньорадянський архітектурний проєкт житлової забудови, результат конкурсу на забудову Подолу в Києві 1978 року. Автори: Ю. Шалацький, Л. Мороз, Г. Духовичний, Т. Лазаренко, І. Шпара, О. Тамаров. Роки проєктування: 1979-1989. Роки будівництва: 1984-1992. Забудова складається з 19 будинків між вулицями Введенська, Кирилівська, Межигірська і Оленівська. Певні джерела стверджують, що ці квартали є прикладом архітектури соціалістичного постмодернізму.

## Історія будівництва
У 1976 році відкрили станцію метро Тараса Шевченка, а оскільки будівництво лінії метро велося відкритим способом, через увесь Поділ проліг пустир.
Невдовзі було ухвалено рішення про конкурс на забудову двох ділянок: кварталів Е-8, Д-8, Д-7 (тепер — квартали Розенберґа), і прилеглих до метро кварталів В-14, В-15, Б-14, Б-15 (тепер — 4квартали).
у 1979 році в майстерні Київпроекту почалося проєктування забудови кварталів на основі типових секцій з додаванням унікальних прибудованих приміщень. Стадія «П» (проєкт), яка стала розвитком перших ідей, пропонувала перейти до індивідуальних проєктів будинків з типізованими елементами. Вона цілісно була затверджена на містобудівній раді, що дало можливість авторам перейти до подальшої розробки без погодження окремих будинків і рішень.
Стадія «Р» (робоча) була завершальним етапом проєктування, де кожен будинок отримав авторський вигляд, результати втілення якої можемо спостерігати сьогодні.

## Архітектура

### Загальна композиція

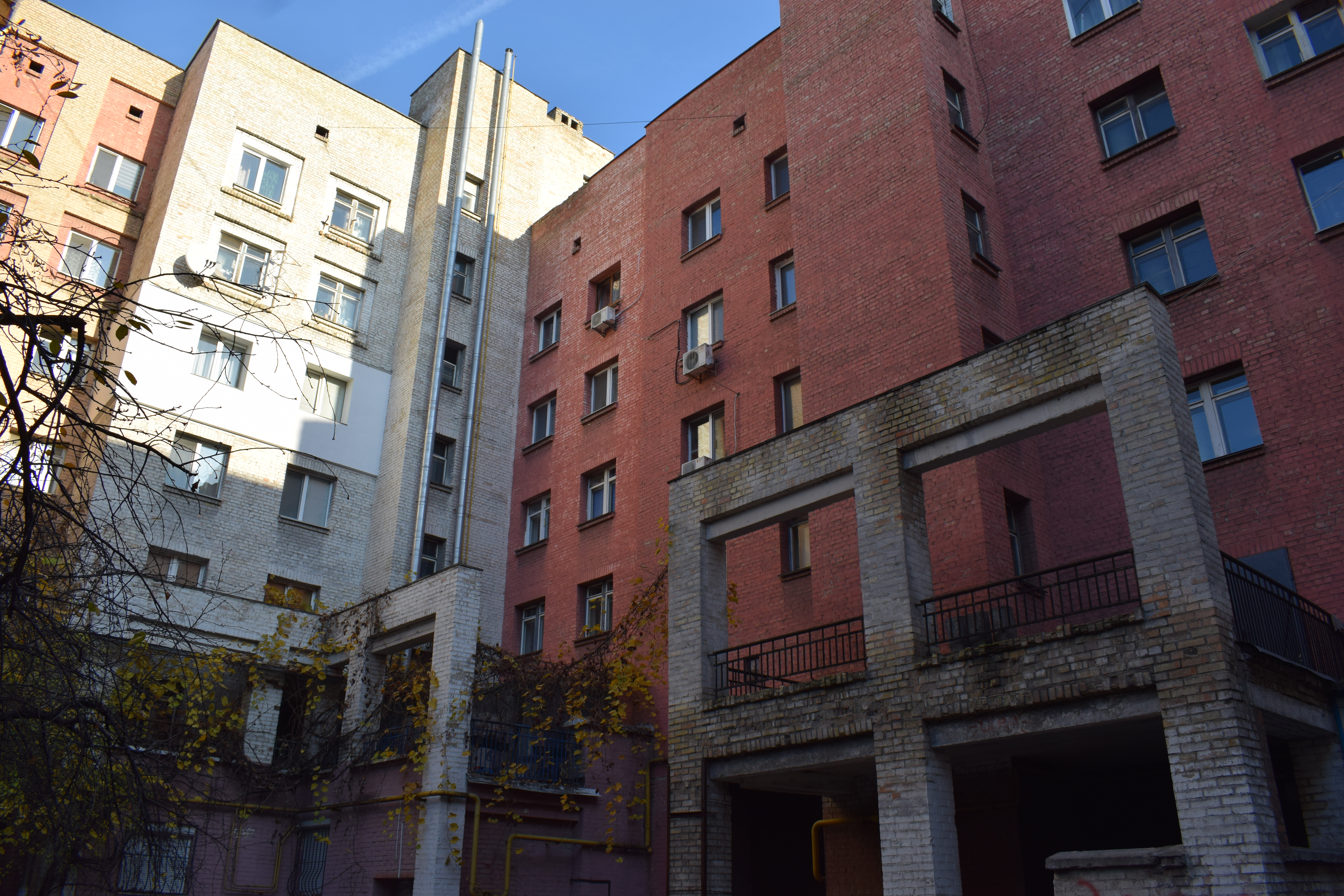
Двір 12 і 13 будинків

Квартали збудовані відповідно до червоних ліній забудови вулиць. Висотність будинків — від 4 до 7 поверхів, що знижується у підніжжя київських пагорбів.

### Двори
Двори заплановані і реалізовані як місця відпочинку мешканців, вільні від проїзду автомобілів. Облаштовано простори для дозвілля дітей, дорослих і людей похилого віку. Двори заплановано відкритими і наскрізними, для забезпечення вільного руху пішоходів.

### Матеріали
Квартали збудовані здебільшого із цегли з використанням готових бетонних конструкцій у балках і перемичках, сходах, перекриттях і фундаментах. Київська жовта клінкерна цегла використана у мощенні пішохідних зон.

### Кольорове рішення
Кольорове рішення базоване на потребах захистити низькоякісну цеглу від зовнішніх впливів, надати кварталам унікального вигляду порівняно з модерністською забудовою, відповісти на необхідність інтеґрувати нові будівлі в старий контекст (На Подолі і в Києві у кінці XIX і на поч ХХст. жителі фарбували будинки, якщо не мали грошей на тинькування).